# علم قياس أبعاد
علم قياس الأبعاد هو العلم الذي يهتم بالمعايرة واستخدام مُعدات القياس المادية والملموسة لتحديد الأبعاد لشيء محدد.
التفتيش خطوة حاسمة في تطوير الإنتاج وضبط الجودة.
علم قياس الأبعاد يتطلب استخدام مجموعة متنوعة من المقاييس المادية لتحديد الأبعاد.
الوصول إلى البعد المطلوب باستخدام تقنيات القياس الدقيقة هو الهدف النهائي من علم القياس.